# Paul Konerko
Paul Henry Konerko (* 5. März 1976 in Providence, Rhode Island) ist ein ehemaliger US-amerikanischer Baseballspieler. Sein letzter Verein waren die Chicago White Sox, mit denen er 2005 die World Series gewann. Er spielte während seiner gesamten Karriere auf der Position des First Basemans.

## Biografie

### Los Angeles Dodgers und Cincinnati Reds
Konerko spielte ab 1997 für die Albuquerque Dukes, einem Minor League Team der Los Angeles Dodgers. In den Jahren 1997 und 1998 hatte einige wenige Einsätze in der MLB für die Los Angeles Dodgers. Sein erstes Spiel in der MLB hatte er am 8. September 1997.
1998 wurde Konerko an die Cincinnati Reds verkauft, wo er 26-mal zum Einsatz kam.

### Chicago White Sox
Am 11. November 1998 wechselte er zu den Chicago White Sox.
Im Jahr 2000 spielte Paul Konerko seine erste Postseason für die White Sox. Die AL Division Series verloren die Chicagoer jedoch in drei Spielen gegen die Seattle Mariners.

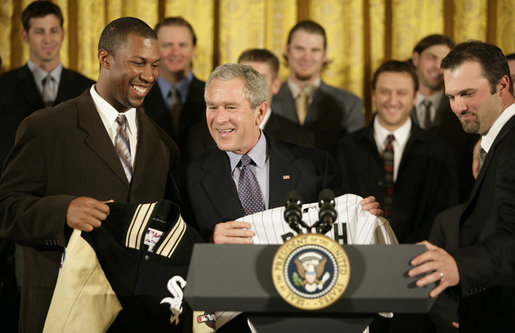
Jermaine Dye (links) und Paul Konerko überreichen George W. Bush ein Jersey der White Sox.

2005 wurde Konerko als MVP der AL Championship Series gewählt, die die White Sox mit vier Siegen und nur einer Niederlage gegen die Los Angeles Angels of Anaheim gewannen. Im 7. Inning des zweiten Spiels der anschließenden World Series 2005 schlug Konerko einen Grand Slam Home Run zur 6:4-Führung der White Sox. Der erste Grand Slam der White Sox in einem World Series Spiel und der 18. in der Geschichte der MLB überhaupt.
Nach dem Gewinn der World Series 2005 unterschrieb Konerko einen 5-Jahres-Vertrag mit den Chicago White Sox, obwohl er lukrativere Angebote von den Los Angeles Angels und den Baltimore Orioles erhielt.
Am 18. September 2008 schlug er den letzten Homerun einer gegnerischen Mannschaft im alten Yankee Stadium in New York, bevor es abgerissen wurde.
Am 13. April 2009 im dritten Inning des Spiels der White Sox gegen die Detroit Tigers schlugen erst Jermaine Dye und als nächster Schlagmann Paul Konerko jeweils ihren 300. Homerun. Es war das erste Mal in der Geschichte der MLB, dass zwei Spieler in einem Spiel einen Meilenstein-Homerun-Rekord aufstellten.
Seinen 400. Homerun schlug Konerko am 25. April 2012 im Spiel gegen die Oakland Athletics.
Im Juli 2012 wurde er mit drei anderen Spielern der Chicago White Sox (Adam Dunn, Jake Peavy und Chris Sale) in die Auswahl der American League zum 83. All Star Game gewählt. Dies war seine 6. Nominierung in das All Star Team der American League und nach 2010 und 2011 seine dritte Nominierung in Folge.
Am 28. September 2014 spielte Konerko das letzte Mal für die Chicago White Sox, für die er 16 Jahre lang im Einsatz war. Er war der letzte aktive Spieler in den Reihen der White Sox, der die World Series 2005 gewann.